# Gresse
Gresse ist eine Gemeinde im Landkreis Ludwigslust-Parchim in Mecklenburg-Vorpommern (Deutschland). Sie wird vom Amt Boizenburg-Land mit Sitz in der nicht amtsangehörigen Stadt Boizenburg/Elbe verwaltet.

## Geografie
Gresse liegt an der Bundesstraße 195 zwischen den Städten Zarrentin am Schaalsee und Boizenburg. Durch das Gemeindegebiet fließt die Boize in Richtung Sude.
Das Gemeindegebiet gliedert sich in die Ortsteile Gresse, Badekow und Heidekrug.
Umgeben wird Gresse von den Nachbargemeinden Greven im Norden, Bengerstorf im Osten, Neu Gülze im Südosten, Boizenburg/Elbe im Süden sowie Schwanheide im Westen.

## Geschichte
Gresse wurde am 9. Juni 1297 erstmals urkundlich erwähnt, als Graf Nikolaus von Schwerin der Boizenburger Kirche zwei Hufen Land aus Gresse schenkte. Das Dorf gehörte – u. a. gemeinsam mit den Dörfern Badekow, Beckendorf, Bengerstorf, Kladrum, Nostorf und Altendorf – ab dem 14. Jahrhundert zu den weitläufigen Besitzungen der Familie von Sprengel. Während des Dreißigjährigen Krieges verpfändete die Familie das Gut in Gresse 1625 zunächst an Hartwig von Schack aus Müssen und verkaufte es kurz nach Kriegsende 1651 an Friedrich von Thun. 1681 wurde das Gut für 11.000 Taler an Ernst Wilhelm von dem Knesebeck verkauft. In den folgenden Jahrhunderten wechselte das Gut in rascher Abfolge den Eigentümer: 1784 erwarb es A. Fr. von Witzendorf, 1792 Freiherr Otto von Hahn, 1795 Amtmann Gebser, 1792 Oberstallmeister Franz Ferdinand von Rantzau, 1804 August von Schilden, 1817 Rittmeister Hans von Klitzing, 1837 der Regierungsrat Albrecht von Lützow, 1845 Wilhelm Heerlein, 1849 der Kammerjunker Georg von Drenckhahn, 1860 Friedrich von Meyenn, ehe es 1872 in das Eigentum des Hamburger Guano-Importeurs Albertus von Ohlendorff gelangte. Der Ortsteil Badekow blieb bis 1736 im Besitz der Familie von Sprengel, deren letzter Nachkomme Ende des 18. Jahrhunderts völlig verarmt in Boizenburg verstarb.
Die Kirche von Gresse wurde zum ersten Mal 1335 urkundlich erwähnt. Im Dreißigjährigen Krieg wurde sie zerstört und bis 1664 teilweise wieder aufgebaut. Unter Leitung des damaligen Besitzers vom Gut Gresse, Rittmeister von Knesebeck, entstand ab 1681 ein vom Barockstil geprägter Bau. Der Turm ist mit einem glockenförmigen Turm gedeckt, in diesem hängt eine 1736 gegossene Glocke. Von 1968 bis 1970 erfolgten Umbauarbeiten, die das heutige Aussehen mitprägen.
Im Jahr 1936 wurde die Pflichtfeuerwehr des Guts Gresse aufgelöst und eine Freiwillige Feuerwehr gegründet.
Vom März bis Ende April 1945 war Gresse Gefechtsstand des Kommandeurs für den Verteidigungsabschnitt Geesthacht-Dömitz. Gresse und seine Einwohner erlebten das Kriegsende Anfang Mai 1945 mit dem Einmarsch britischer Militäreinheiten.
Am 1. Juli 1950 wurde die bisher eigenständige Gemeinde Badekow eingegliedert.

## Politik

### Gemeindevertretung und Bürgermeister
Der Gemeinderat besteht (inkl. Bürgermeister) aus 8 Mitgliedern. Die Wahl zum Gemeinderat am 9. Juni 2024 hatte folgende Ergebnisse
| Sitz | Name            | Stimmen |
| ---- | --------------- | ------- |
| 1    | Karina Emmert   | 196     |
| 2    | Sigurd Prill    | 173     |
| 3    | Jörn Zimmermann | 165     |
| 4    | Grit Lehmann    | 146     |
| 5    | Bernd Schröder  | 141     |
| 6    | Sven Völcker    | 111     |
| 7    | Axel Diers      | 69      |
| 8    | Thomas Mitter   | 61      |

Bürgermeister der Gemeinde ist Wilfried Peters, er wurde mit 57,5 % der Stimmen gewählt.

### Dienstsiegel
Die Gemeinde verfügt über kein amtlich genehmigtes Hoheitszeichen, weder Wappen noch Flagge. Als Dienstsiegel wird das kleine Landessiegel mit dem Wappenbild des Landesteils Mecklenburg geführt. Es zeigt einen hersehenden Stierkopf mit abgerissenem Halsfell und Krone und der Umschrift „GEMEINDE GRESSE • LANDKREIS LUDWIGSLUST-PARCHIM“.

## Sehenswürdigkeiten

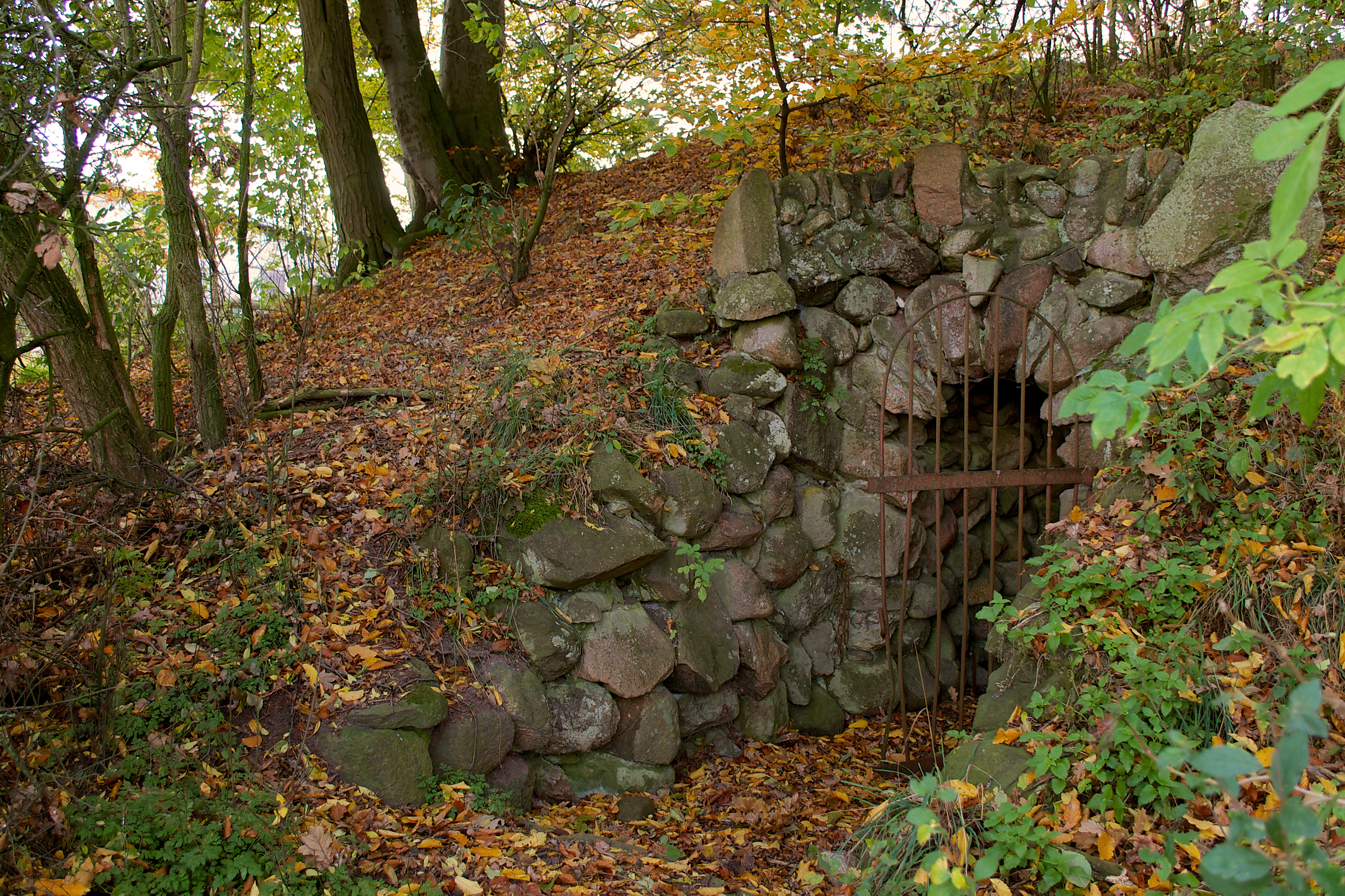
Eingang zum Hügelgrab

- Baudenkmale der Gemeinde sind in der Liste der Baudenkmale in Gresse aufgeführt.
- Dorfkirche Gresse, mit Grabkapelle von Albertus von Ohlendorff
- Gutshaus im Stil der englischen Neugotik, erbaut durch den Wismarer Architekten Heinrich Thormann.
- Hügelgrab Gresse im Nordwesten des Ortes etwa 800 Meter vom Gutshaus entfernt auf dem Finkenberg, ein Erdhügel mit einem Durchmesser von 25 Metern und einer Höhe von 6 Metern. Im Frühjahr 1899 ließ Freiherr Albertus von Ohlendorff den geschlossenen Hügel angraben. Dabei entstand ein etwa 1,60 Meter hoher, ausgemauerter Gang ins Innere des Hügels, der bis heute intakt ist. Bei der Grabung wurden neben Resten von Leichnamen auch Werkzeuge wie Äxte aus Gestein, Keile und ein verzierter Dolch aus Feuerstein gefunden. Angelegt wurde das Hügelgrab wahrscheinlich in der Kupfersteinzeit oder Bronzezeit.[10]

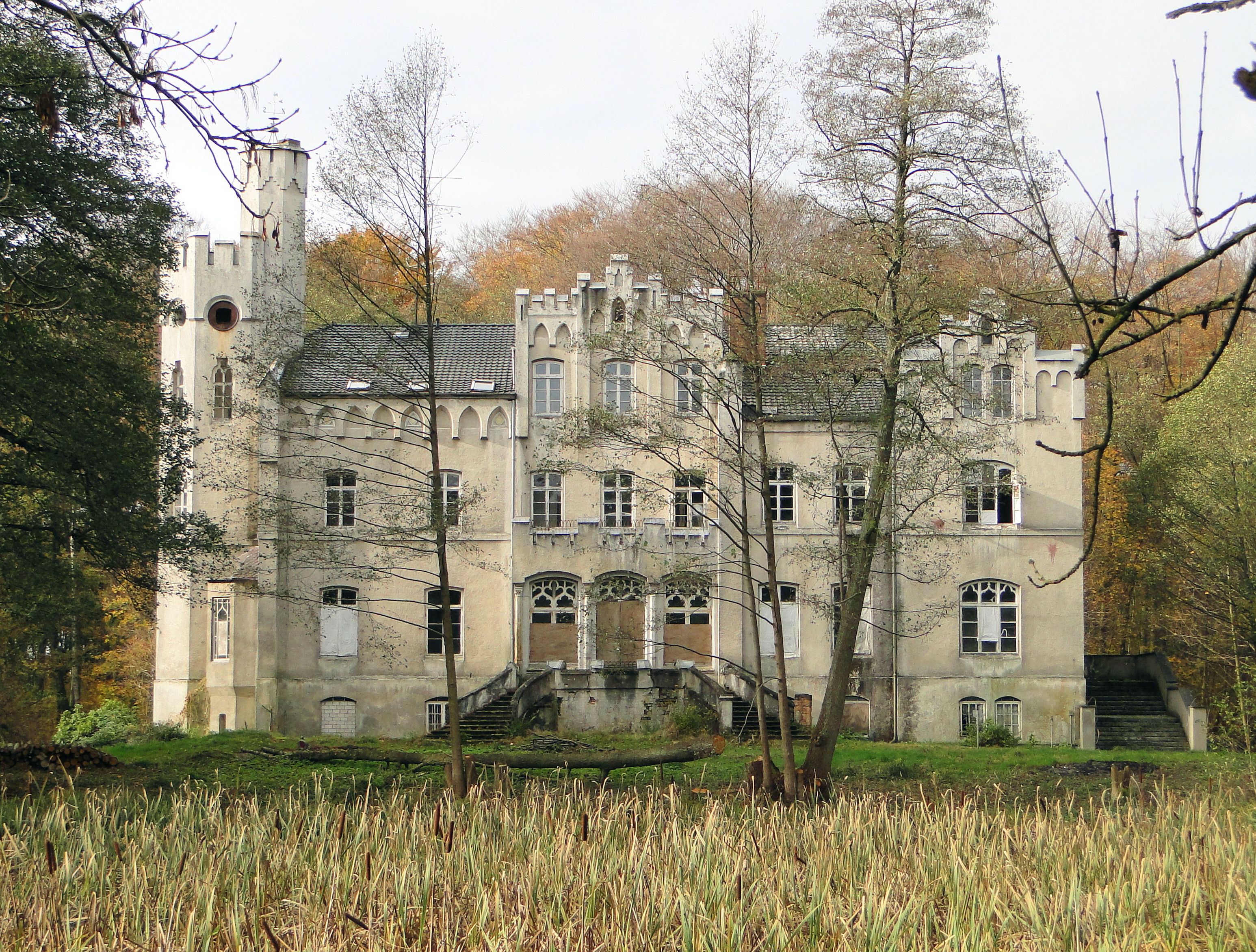
Gutshaus Gresse
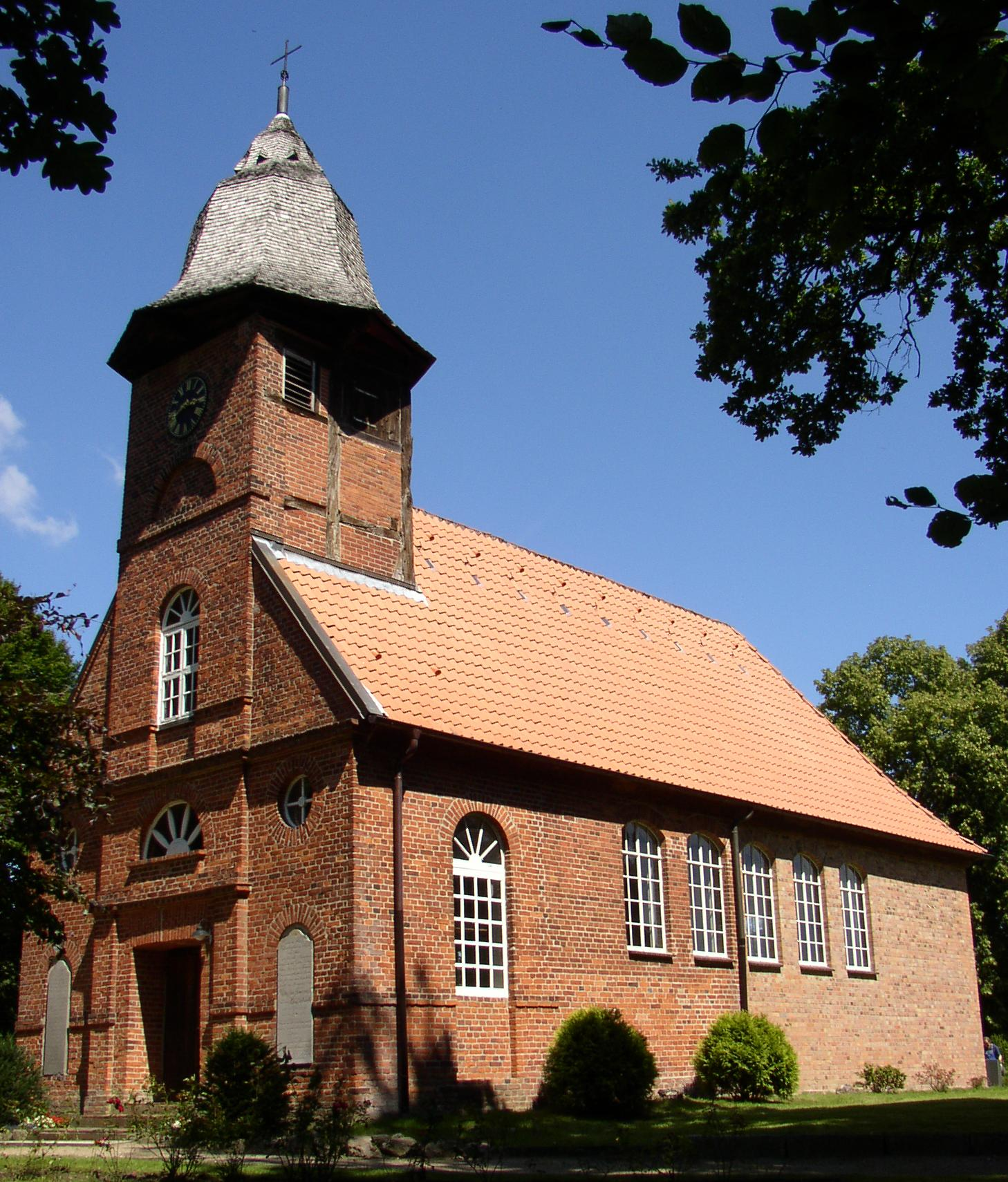
Dorfkirche mit Friedhof
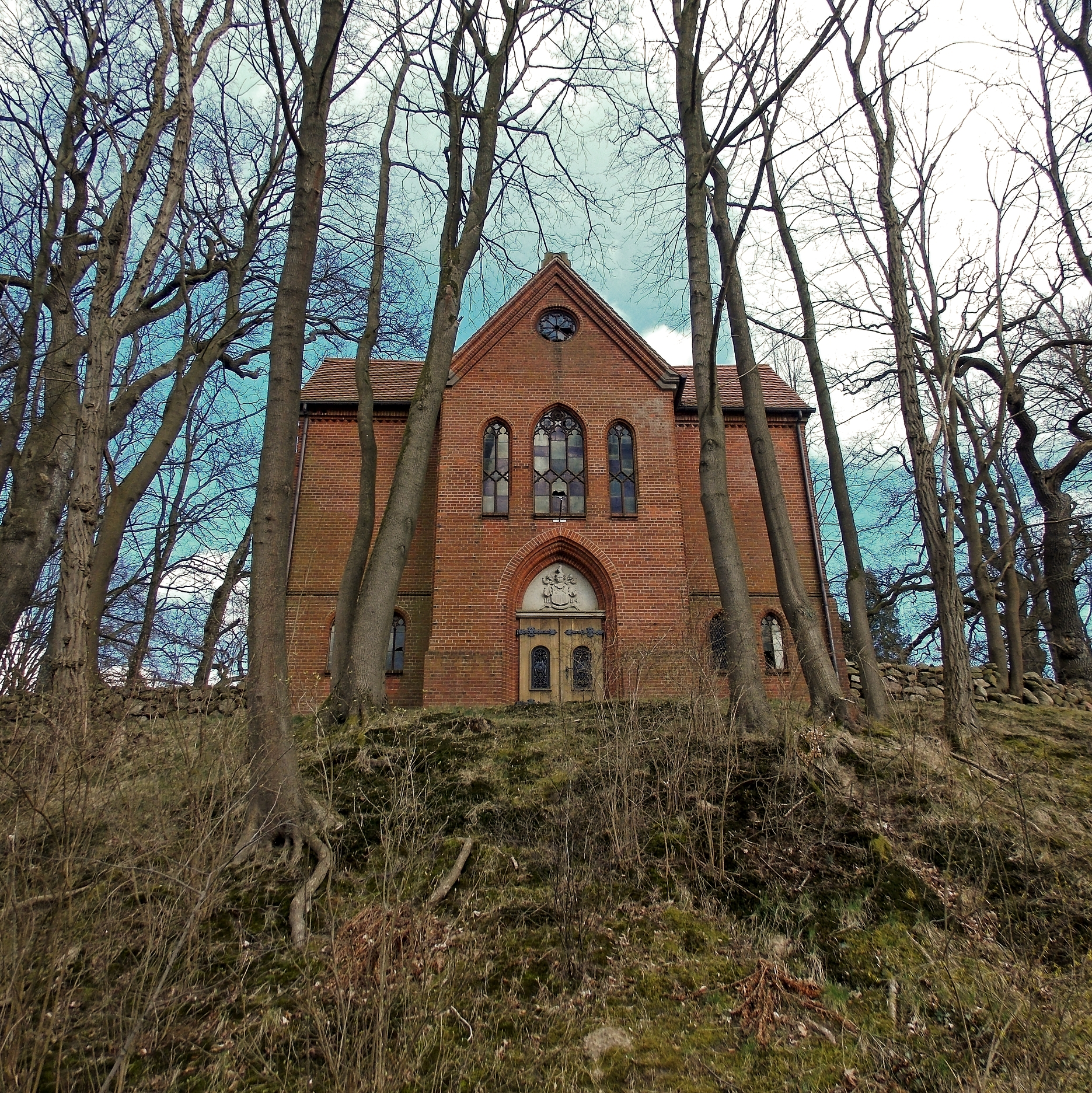
Grabkapelle von Ohlendorff
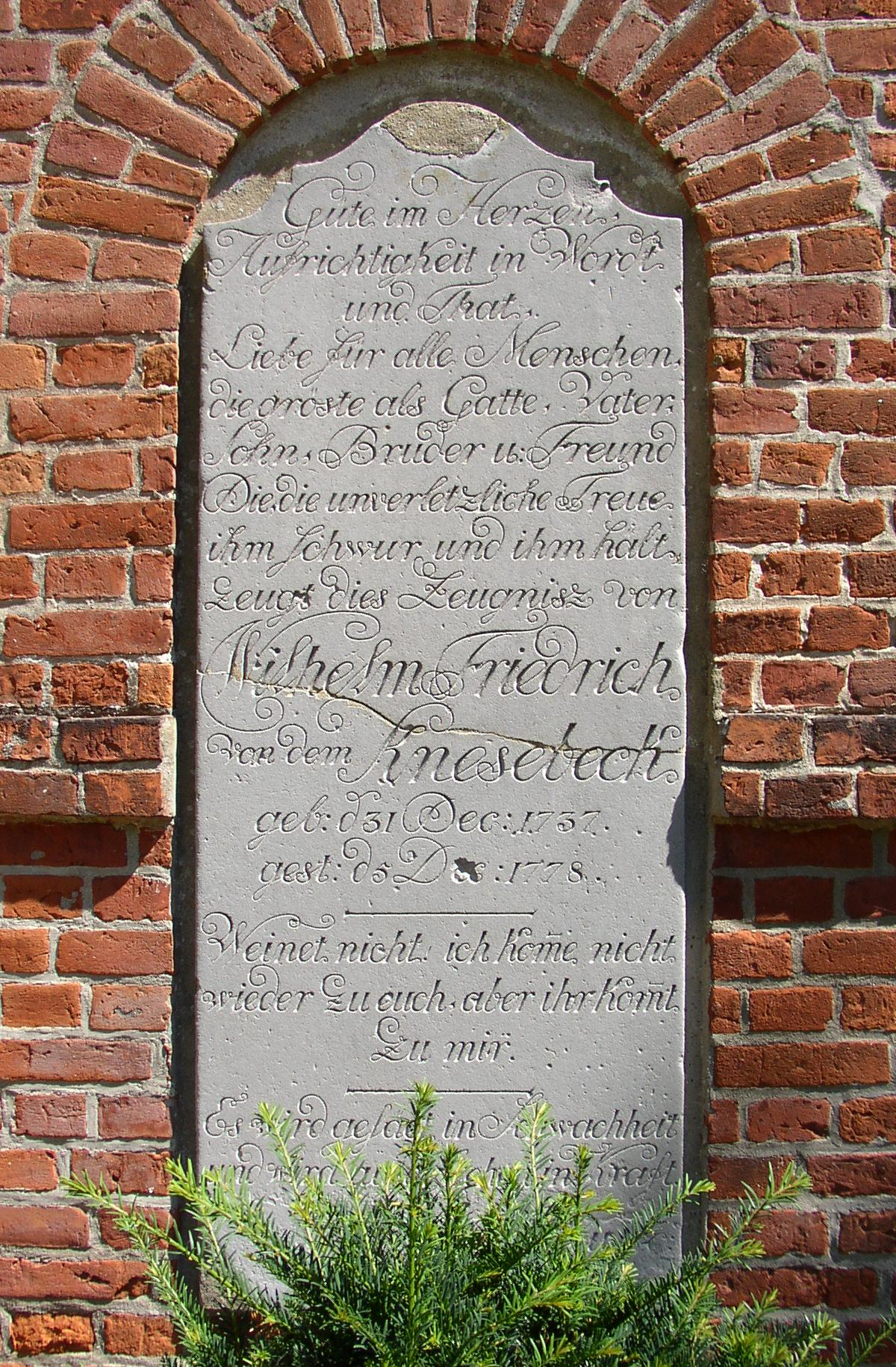
Gedenkstein von Wilhelm Friedrich von dem Knesebeck am Portal der Kirche

## Infrastruktur
In Gresse befinden sich ein Ärztehaus, eine Physiotherapie, ein Zahnarzt, ein Kindergarten mit Hort, sowie eine Grundschule und seit 1971 eine Lebensmittelfiliale der Konsumgenossenschaft Hagenow eG, kurz Konsum.